# Пам'ятки історії Пустомитівського району
У Пустомитівському районі Львівської області нараховується 16 пам'яток історії.
| #  | назва | датування        | адреса                                  | охоронний номер | Номер і дата рішення             |
| -- | --- | ---------------- | --------------------------------------- | --------------- | -------------------------------- |
| 1  | Місце, де стояв табір козацьких військ на чолі з Б.Хмельницьким (худ.-мем. табл.., ск. Й.Садовський, 1979, бронза)                        | 1648 р.          | с. Лисиничі, Народний Дім «Просвіта»    | 68              | Рішення № 506, 02.11.1982        |
| 2  | Братська могила радянських воїнів (пам., арх. В.Титаренко, 1957, граніт)                                                                  | серпень 1920 р.  | с. Борщовичі, кладовище                 | 665             | Рішення № 183, 05.05.1972        |
| 3  | Братська могила радянських воїнів (пам., 1968, з/бетон)                                                                                   | 1944 р.          | с. Миклашів, кладовище                  | 666             | Рішення № 183, 05.05.1972        |
| 4  | Братська могила радянських воїнів (пам., 1969, з/бетон)                                                                                   | 1939 р.          | с. Муроване, кладовище                  | 667             | Рішення № 183, 05.05.1972        |
| 5  | Братська могила радянських воїнів (пам., ск. В.Сколоздра, арх. А.Шуляр, 1969, мармурова крихта)                                           | 1941 р., 1944 р. | смт Пустомити, вул. Шевченка            | 669             | Рішення № 183, 05.05.1972        |
| 6  | Кладовище радянських воїнів (2 бр. могили; пам., 1950, мармурова крихта                                                                   | 1941—1945 рр.    | смт Щирець, кладовище                   | 668             | Рішення № 183, 05.05.1972        |
| 7  | Братська могила жертв репресій (пам., 1991, мармурова крихта), бетон)                                                                     | 1941 р.          | смт Щирець, кладовище, при вході справа | 1642            | Розпорядження № 1039, 06.10.1997 |
| 8  | Садиба Устияновичів (пам. К.Устияновичу, ск. Й.Садовський, 1991, бронза)                                                                  | 1839 р.          | с. Вовків, центр                        | 1643            | Розпорядження № 249, 21.05.1991  |
| 9  | Будинок, в якому народився Бабій З., співак, народний артист України (худ.-мем. табл., 1993, бронза)                                      | 1935—1984 рр.    | с. Підсадки                             | 1644            | Розпорядження № 1039, 06.10.1997 |
| 10 | Пам'ятник на честь скасування панщини (1992, пісковик)                                                                                    | 1848 р.          | с. Миклашів, біля цвинтаря              | 1645            | Розпорядження № 528, 19.07.1995  |
| 11 | Пам'ятник на честь скасування панщини (1990, пісковик)                                                                                    | 1848 р.          | с. Никонковичі                          | 1646            | Розпорядження № 528, 19.07.1995  |
| 12 | Пам'ятник на честь скасування панщини (1990, пісковик)                                                                                    | 1848 р.          | с. Тарасівка, біля цвинтаря             | 1647            | Розпорядження № 528, 19.07.1995  |
| 13 | Пам'ятник на честь скасування панщини (1882, камінь)                                                                                      | 1848 р.          | с. Товщів                               | 1648            | Розпорядження № 249, 21.05.1991  |
| 14 | Пам'ятник на честь скасування панщини (поч. XX ст., бетон)                                                                                | 1848 р.          | с. Шоломия                              | 1649            | Розпорядження № 249, 21.05.1991  |
| 15 | Пам'ятник на честь скасування панщини (1990, вапняк)                                                                                      | 1848 р.          | смт Щирець, вул. Острівська             | 1650            | Розпорядження № 1039, 06.10.1997 |
| 16 | Пам'ятник на честь 900-річчя давньоруського міста Звенигорода (ск. Б.Романець, Ю.Савко, арх. І.Тимчишин, 1987, з/бетон, мармурова крихта) | 1087— 1086 р.    | с. Звенигород, біля музею               | 1651            | Розпорядження № 249, 21.05.1991  |
|    | |                  |                                         |                 |                                  |

## Джерело
Перелік пам'яток Львівської області [Архівовано 16 вересня 2012 у Wayback Machine.]
 Вікісховище має мультимедійні дані за темою: Пам'ятки історії Пустомитівського району